# Paphinia grandiflora
Espèce
Paphinia grandiflora Barb.Rodr., est une espèce d'orchidée appartenant à la sous-tribu des Stanhopeinae.
Décrite pour la première fois en 1877 par le botaniste brésilien João Barbosa Rodrigues, elle le sera de nouveau l’année suivante par le Français Houllet qui décrira un spécimen appartenant aux collections du Muséum de Paris sous le nom de Paphinia nutans.
La première illustration en couleurs de la plante type n'a été publiée que 114 ans plus tard en 1991. La plante a fait l'objet d'une confusion avec Paphinia grandis Rchb.f. à partir de 1902 (Cogniaux.1902).

## Étymologie
- grandiflorus, a, um adjectif latin : "À grande fleur".
- '"nutans" forme adjectivale du verbe latin nuto, as, avi, atum, are: osciller.

## Synonyme
- Paphinia nutans Houllet, Revue Horticole 1878, p.188.

## Diagnose
P. perianthio sub-connivente; sepalis lanceolatis, acuminatis, inferioribus majoribus, gynostemii mento adhaerentibus; petalis conformibus; labello unguiculato, hypochilio concavo, alato (alis erectis), cum processubus duabus pubescentibus lateraliter ad commissionem incedentibus in apice, mezochilio carnoso, convexo, cum processu uniforme, centro pubescente, epichilio semi-sagittato, carnoso laciniis pubescentibus referto, cum marginibus acutis, erectis.
Barb.Rodr. Genera et Species Orchidearum Novarum 1: 124. Sebastianopolis 1877.

## Répartition et biotope
Le spécimen type est originaire des forêts du Rio Negro dans l'État brésilien de l'Amazonas, où il pousse en épiphyte le long des fleuves.

## Culture
La floraison semble avoir lieu en juillet.